# Aiglon College
Pour les articles homonymes, voir Aiglon.
L'Aiglon College est un pensionnat international de langue anglaise de Suisse qui accueille 340 élèves de 9 à 18 ans.

## Localisation et histoire
Situé dans le village de Chesières sur le territoire de la commune d'Ollon (canton de Vaud), il a été fondé en 1949 par le Britannique John C. Corlette.

## Anciens élèves
- Abhishek Bachchan
- Tatiana Blatnik
- Roger C. Field[2]
- Sheherazade Goldsmith[3]
- Patricia Gucci
- Laura Harring[4]
- Alan Merrill
- Rohan Sippy
- Lionel Rotcage
- François Grosjean